# Teatro Padre Bento
O Teatro Padre Bento é a mais antiga e tradicional referência cultural e arquitetônica de Guarulhos e já foi palco de inúmeras apresentações ao longo de sua história. Seu prédio foi tombado pelo Conselho de Defesa do Patrimônio Histórico, Artístico, Arqueológico e Turístico do Estado de São Paulo (Condephaat) e pelo Conselho Municipal de Patrimônio de Guarulhos.
Inaugurado em 1937, o local foi originalmente um sanatório e abrigou pacientes com hanseníase, que, em busca de um espaço para realização de atividades para seu próprio entretenimento, fabricaram móveis, produziram pinturas decorativas e materiais técnicos.  Na década de 60, com o controle da doença, o local foi aberto à comunidade local..

## Reinauguração
Primeiro teatro de Guarulhos,  passou décadas abandonado. Em 2008, durante a gestão do prefeito Elói Pietá, ele foi restaurado e modernizado, conservando a arquitetura art déco.  A inauguração do novo prédio, foi realizada durante o 447° aniversário da cidade e proporcionou mais um espaço para os artistas expressarem sua arte e para o acesso à informação e cultura, por meio de peças musicais, cênicas e instrutivas de forma democrática. 